# بطولة ويمبلدون 1956
قائمة ببطولات ويمبلدون لسنة 1956:

## فردي رجال
ليو هاود هزم  كين روزويل . النتيجة: 6-2 4-6 7-5 6-4

## فردي سيدات
شيرلي فراي أيرفن هزمت  أنجيلا بوكستن. النتيجة: 6-3, 6-1